# Genia Frohberg
Genia Frohberg (geb. Mucke; * 2. Oktober 1933 in Dresden; † 2013) war eine deutsche Textilgestalterin.

## Leben und Werk
Genia Mucke machte in Dresden das Abitur. Dann studierte sie von 1952 bis 1953 an der Hochschule für Bildende Künste Dresden und von 1953 bis 1957 an der Kunsthochschule Berlin-Weißensee mit dem Abschluss als Diplom-Formgestalterin. In dieser Zeit entwarf sie unter anderem Tapeten, die dann produziert wurden. Anschließend studierte sie bis 1958 in Prag bei Antonin Kybal (1901–1971) an der Kybal-Textilschule der Akademie für Kunst, Architektur und Design speziell zur Gestaltung von Bildteppichen. Von 1958 bis 1968 arbeitete sie in Lengenfeld als Designerin für Textildruck im Zentralen Musterbüro der Vereinigung Volkseigener Betriebe (VVB) Baumwolle. Danach war sie künstlerisch freischaffend in Berlin-Mahlsdorf als Textilgestalterin tätig. Sie betätigte sich insbesondere mit Bildwirkerei und Textilcollagen und schuf unter anderem Hinterglasbilder.
Von 1968 bis 1998 war sie Dozentin für Textilgestaltung und Bildwirkerei an der Volkshochschule Berlin-Friedrichshain. Ab 1969 leitete sie die von ihr gegründete Fördergruppe Bildwirker Berlin, wofür sie 1976 mit der Medaille für Verdienste im Künstlerischen Volksschaffen geehrt wurde.
Genia Frohberg war bis 1990 Mitglied des Verbands Bildender Künstler der DDR.
Sie war ab 1962 mit dem Textilgestalter Hans-Joachim Frohberg verheiratet. Ihr Sohn Boris Frohberg ist Diplom-Restaurator.

## Werke
- Das alte Rostock (1984, Hinterglasmalerei, 16 × 12 cm)[2]

## Ausstellungen (unvollständig)

### Einzelausstellungen
- 1987: Berlin, Galerie M (Bildwirkerei, Textilcollagen; mit Hans-Joachim Frohberg)
- 1989: Berlin, Galerie Passage (Textiles und Collagen; mit Hans-Joachim Frohberg)
- postum 2024: Berlin, Galerie Ostart (mit Hans-Joachim Frohberg)

### Teilnahme an Gruppenausstellungen
- 1967/1968: Dresden, VI. Deutsche Kunstausstellung
- 1976 und 1985: Berlin, Bezirkskunstausstellungen (Kunsthandwerk/Design)
- 1983: Berlin („Textil en miniatur“)
- 1984: Berlin, Ausstellungszentrum am Fernsehturm („Kunst und Form“)
- 1984 und 1986: Szombathely (Internationale Biennale des Miniaturtextil)